# Брайтон (Мічиган)
Брайтон (англ. Brighton) — місто (англ. city) в США, в окрузі Лівінгстон штату Мічиган. Населення — 7446 осіб (2020).

## Географія
Брайтон розташований за координатами 42°31′47″ пн. ш. 83°47′4″ зх. д. / 42.52972° пн. ш. 83.78444° зх. д. (42.529705, -83.784545).  За даними Бюро перепису населення США в 2010 році місто мало площу 9,55 км², з яких 9,21 км² — суходіл та 0,33 км² — водойми.

### Клімат
| Клімат : Брайтон        | Клімат : Брайтон | Клімат : Брайтон | Клімат : Брайтон | Клімат : Брайтон | Клімат : Брайтон | Клімат : Брайтон | Клімат : Брайтон | Клімат : Брайтон | Клімат : Брайтон | Клімат : Брайтон | Клімат : Брайтон | Клімат : Брайтон | Клімат : Брайтон |
| Показник                | Січ.             | Лют.             | Бер.             | Квіт.            | Трав.            | Черв.            | Лип.             | Серп.            | Вер.             | Жовт.            | Лист.            | Груд.            | Рік              |
| Абсолютний максимум, °C | 18,9             | 19,4             | 26,1             | 30,0             | 33,3             | 38,3             | 37,8             | 36,7             | 35,6             | 31,1             | 25,6             | 17,8             | 38,3             |
| Середній максимум, °C   | −1,1             | 0,6              | 6,1              | 13,3             | 20,0             | 25,0             | 27,8             | 26,1             | 22,2             | 15,0             | 7,8              | 1,1              | 13,7             |
| Середній мінімум, °C    | −10              | −8,9             | −4,4             | 1,7              | 8,3              | 13,3             | 15,6             | 15,0             | 10,6             | 4,4              | −0,6             | −6,7             | 3,3              |
| Абсолютний мінімум, °C  | −30,6            | −26,7            | −22,8            | −11,7            | −4,4             | 0,6              | 5,0              | 3,3              | −3,3             | −8,9             | −18,3            | −27,8            | −30,6            |
| Норма опадів, мм        | 39               | 39               | 54               | 71               | 72               | 79               | 64               | 78               | 76               | 53               | 63               | 56               | 744              |
| ----------------------- | ---------------- | ---------------- | ---------------- | ---------------- | ---------------- | ---------------- | ---------------- | ---------------- | ---------------- | ---------------- | ---------------- | ---------------- | ---------------- |
| Джерело: WeatherChannel |                  |                  |                  |                  |                  |                  |                  |                  |                  |                  |                  |                  |                  |

## Демографія
Згідно з переписом 2010 року, у місті мешкали 7444 особи в 3603 домогосподарствах у складі 1811 родини. Густота населення становила 780 осіб/км².  Було 3905 помешкань (409/км²).
Расовий склад населення:
| - 96,0 % — білих - 1,1 % — азіатів - 0,7 % — чорних або афроамериканців - 0,4 % — корінних американців |

До двох чи більше рас належало 1,2 %. Частка іспаномовних становила 2,3 % від усіх жителів.
За віковим діапазоном населення розподілялося таким чином: 19,0 % — особи молодші 18 років, 59,3 % — особи у віці 18—64 років, 21,7 % — особи у віці 65 років та старші. Медіана віку мешканця становила 43,4 року. На 100 осіб жіночої статі у місті припадало 86,0 чоловіків;  на 100 жінок у віці від 18 років та старших — 81,4 чоловіків також старших 18 років.
Середній дохід на одне домашнє господарство  становив 71 257 доларів США (медіана — 60 910), а середній дохід на одну сім'ю — 85 491 долар (медіана — 79 818). Медіана доходів становила 64 836 доларів для чоловіків та 52 431 долар для жінок. За межею бідності перебувало 10,2 % осіб, у тому числі 11,6 % дітей у віці до 18 років та 6,5 % осіб у віці 65 років та старших.
Цивільне працевлаштоване населення становило 3871 осіб. Основні галузі зайнятості: освіта, охорона здоров'я та соціальна допомога — 20,9 %, виробництво — 13,4 %, науковці, спеціалісти, менеджери — 11,9 %, роздрібна торгівля — 11,1 %.